# Liste der Biografien/Masc
Liste der Biografien |
Portal Biografien |
Personensuche
# |
A |
B |
C |
D |
E |
F |
G |
H |
I |
J |
K |
L |
M |
N |
O |
P |
Q |
R |
S |
T |
U |
V |
W |
X |
Y |
Z |
?
 
Ma |
Mb |
Mc |
Md |
Me |
Mf |
Mg |
Mh |
Mi |
Mj |
Mk |
Ml |
Mm |
Mn |
Mo |
Mp |
Mq |
Mr |
Ms |
Mt |
Mu |
Mv |
Mw |
Mx |
My |
Mz
 
Maa |
Mab |
Mac |
Mad |
Mae |
Maf |
Mag |
Mah |
Mai |
Maj |
Mak |
Mal |
Mam |
Man |
Mao |
Map |
Maq |
Mar |
Mas |
Mat |
Mau |
Mav |
Maw |
Max |
May |
Maz
 
Masa |
Masb |
Masc |
Masd |
Mase |
Masg |
Mash |
Masi |
Masj |
Mask |
Masl |
Masm |
Masn |
Maso |
Masp |
Masq |
Masr |
Mass |
Mast |
Masu |
Masv |
Masw |
Masy |
Masz
Die Liste der Biografien führt alle Personen auf, die in der deutschsprachigen Wikipedia einen Artikel haben. Dieses ist eine Teilliste mit 173 Einträgen von Personen, deren Namen mit den Buchstaben „Masc“ beginnt.

## Masc

### Masca
- Mascagni, Andrea (1917–2004), italienischer Musiker und Politiker
- Mascagni, Mario (1881–1948), italienischer Komponist und Dirigent
- Mascagni, Paolo (1755–1815), italienischer Naturwissenschaftler und Arzt
- Mascagni, Pietro (1863–1945), italienischer KomponistPietro Mascagni (1863–1945)

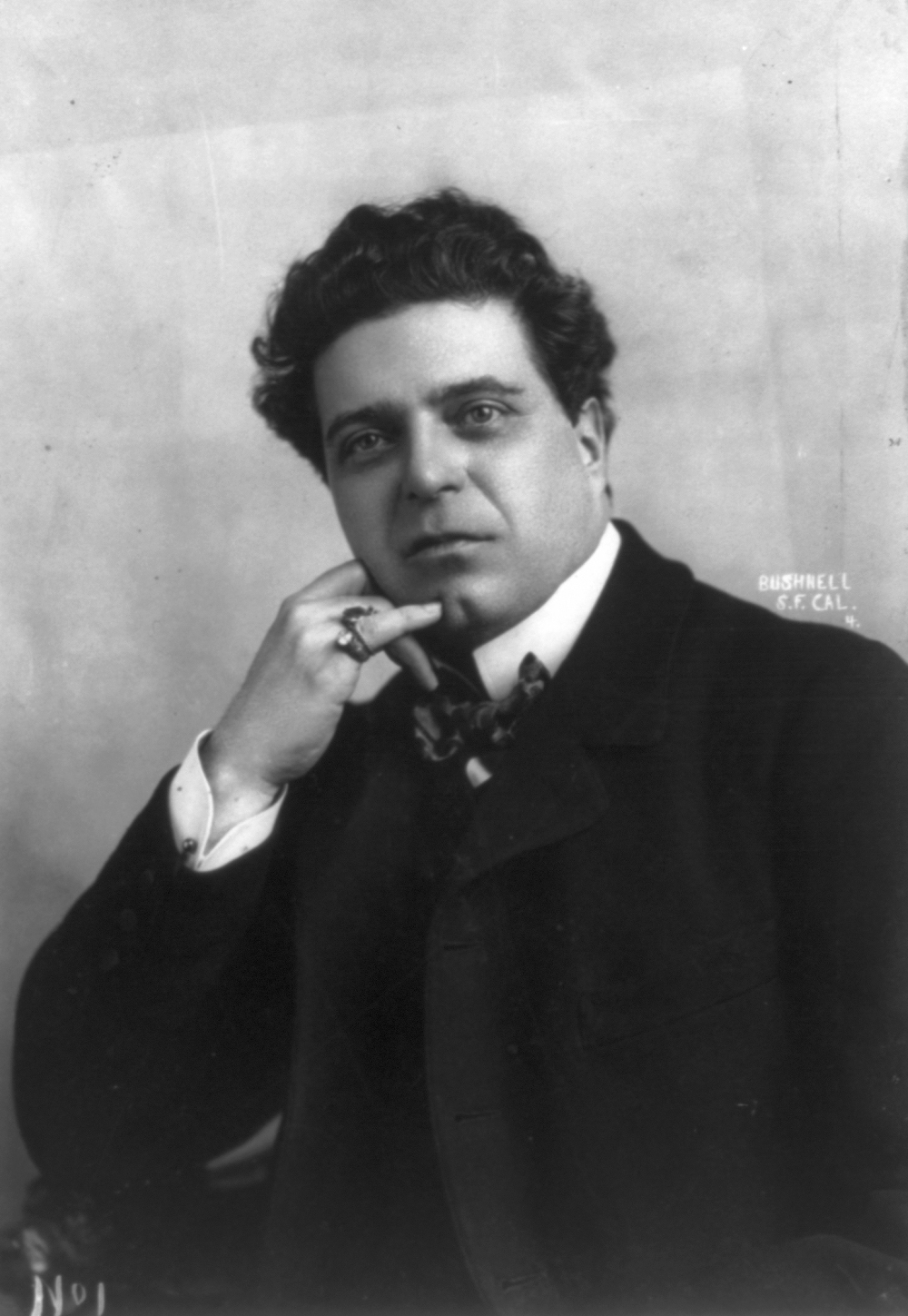
Pietro Mascagni (1863–1945)

- Mascara, Frank (1930–2011), US-amerikanischer Politiker (Demokratische Partei)
- Mascara, Giuseppe (* 1979), italienischer Fußballspieler
- Mascara, Tamara, österreichische DJ, Modedesignerin, Moderatorin und Drag Queen
- Mascaraña, Luciana (* 1981), uruguayische Fußballschiedsrichterassistentin
- Mascarañas, Richard (* 1979), uruguayischer Radrennfahrer
- Máscaras, Mil (* 1942), mexikanischer Wrestler und Schauspieler
- Mascardi, Agostino (1590–1640), italienischer Rhetoriker, Schriftsteller und Redner
- Mascardi, Evangelina (* 1977), argentinische Gitarristin, Lautenistin, Wissenschaftlerin und Hochschullehrerin
- Mascarel, Jose (1816–1899), französisch-amerikanischer Politiker
- Mascarell, Omar (* 1993), spanischer Fußballspieler
- Mascareña, Esteban (* 1995), uruguayischer Fußballspieler
- Mascareñas, José (1790–1862), Parteigänger des Carlismus und bolivianischer Diplomat
- Mascarenas, Megan (* 1997), US-amerikanische Kletterin
- Mascarenhas (1937–2015), portugiesischer Fußballspieler
- Mascarenhas da Silva e Lencastre, Herzog von Aveiro, José de (1708–1759), portugiesischer Adliger, 8. Herzog von Aveiro
- Mascarenhas da Silva, Washington Luiz (* 1978), brasilianischer Fußballspieler
- Mascarenhas de Morais (1883–1968), brasilianischer Armeeoffizier
- Mascarenhas Roxo, Paulo Antonino (1928–2022), brasilianischer Ordensgeistlicher, römisch-katholischer Bischof von Mogi das Cruzes
- Mascarenhas, Ajalmar Vieira (* 1897), brasilianischer Marschall der Luftstreitkräfte
- Mascarenhas, Bruno (* 1981), italienischer Ruderer
- Mascarenhas, Fernando Jóse Fernandes Costa, 11. Marquês de Fronteira (1945–2014), portugiesischer Adliger
- Mascarenhas, Fernando Martins de (1548–1628), portugiesischer Theologe und Bischof
- Mascarenhas, Ignatius Loyola (* 1949), indischer Geistlicher, emeritierter römisch-katholischer Bischof von Simla und Chandigarh
- Mascarenhas, Louis (* 1959), indischer Geistlicher, römisch-katholischer Bischof von Allahabad
- Mascarenhas, Pedro († 1555), portugiesischer Seefahrer, Entdecker und Diplomat
- Mascarenhas, Sebastião (* 1959), indischer Ordensgeistlicher, römisch-katholischer Bischof von Baroda
- Mascarenhas, Theodore (* 1960), indischer römisch-katholischer Ordensgeistlicher, Bischof von Daltonganj
- Mascareño, Gerardo (* 1970), mexikanischer Fußballspieler
- Mascarin, Ruth (* 1945), Schweizer Politikerin
- Mascarin, Susan (* 1964), US-amerikanische Tennisspielerin
- Mascaró i Fornés, Joan (1897–1987), spanischer Orientalist
- Mascaró Pasarius, Josep (1923–1996), spanischer Historiker, Kartograf und Archäologe
- Mascaro, Gabriel (* 1983), brasilianischer Filmregisseur
- Mascaron, Jules (1634–1703), französischer Oratorianer, Kanzelredner und Bischof
- Mascart, Éleuthère (1837–1908), französischer Physiker
- Mascart, Jean (1872–1935), französischer Mathematiker und Astronom
- Mascart, Paul (1874–1958), französischer Maler der École de Rouen und Dichter
- Mascaux, Léonard (1900–1965), französischer Langstreckenläufer

### Masce
- Mascetti, Emiliano (1943–2022), italienischer Fußballspieler und -funktionär
- Mascetti, Georg (1930–1982), deutscher Schwimmer

### Masch
- Masch, Andreas Gottlieb (1724–1807), deutscher evangelisch-lutherischer Theologe, Superintendent für Mecklenburg-Strelitz und Hofprediger in Neustrelitz
- Mäsch, Gerald (* 1964), deutscher Rechtswissenschaftler
- Masch, Gottlieb Matthias Carl (1794–1878), deutscher Numismatiker, Heraldiker, Genealoge und Historiker
- Masch, Karl Friedrich (1824–1862), Serienmörder
- Mascha, Stefan (* 1932), österreichischer Radrennfahrer
- Māschā'allāh ibn Atharī, jüdischer Astronom und Astrologe
- Maschadow, Aslan Alijewitsch (1951–2005), tschetschenischer Politiker, Präsident von Tschetschenien
- Maschaie, Esfandiar Rahim (* 1960), iranischer Politiker
- Maschal, Chalid (* 1956), politischer Führer der palästinensischen Terrororganisation HamasChalid Maschal (* 1956)

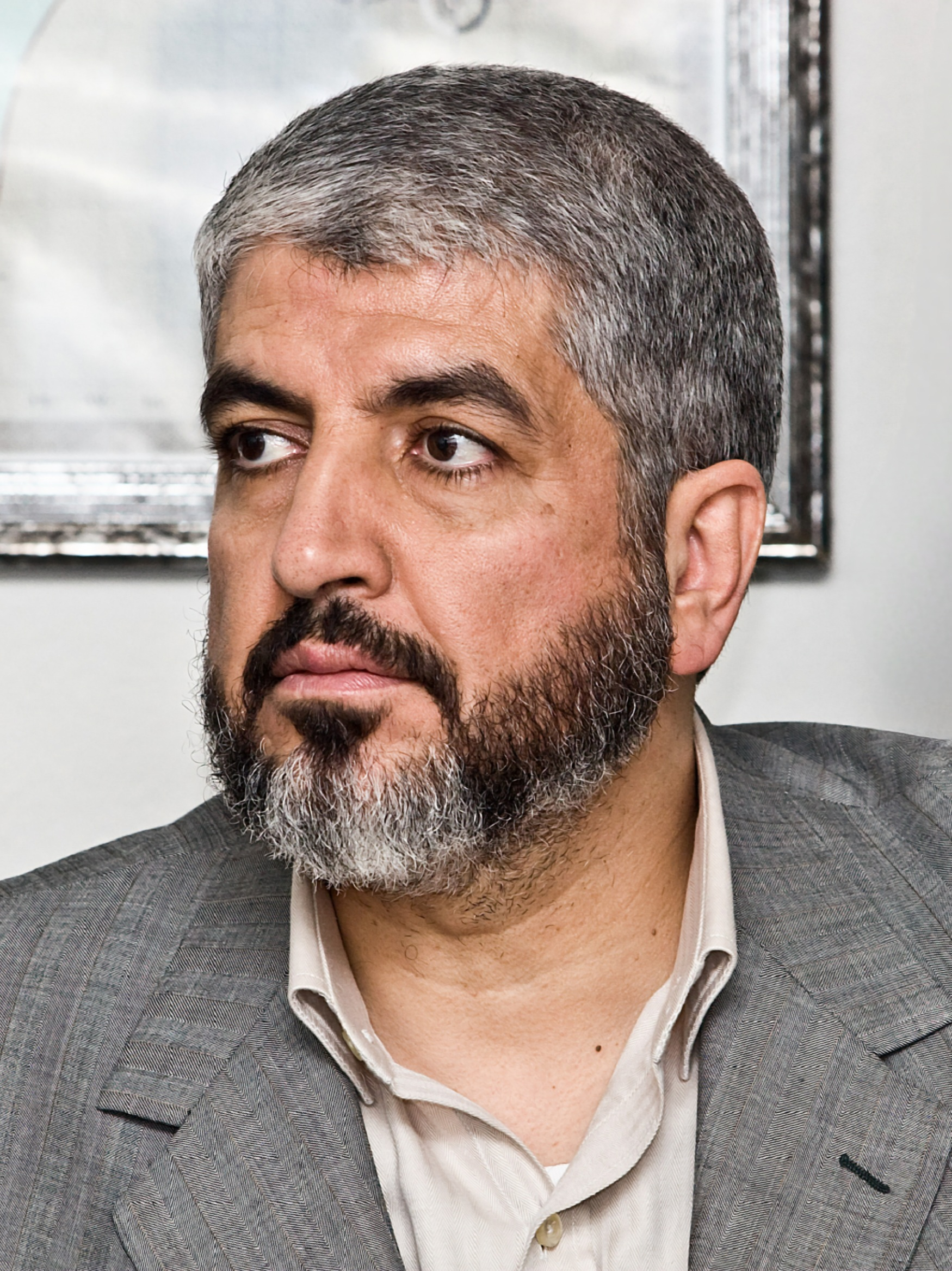
Chalid Maschal (* 1956)

- Maschalian, Sahag II. (* 1962), türkischer armenischer Patriarch
- Maschani, Mazun al- (1925–1992), omanische Adelige, Zweite Frau von Sultan Said und Mutter von Sultan Qabus von Oman
- Maschariqa, Zuhair (1938–2007), syrischer Politiker und langjähriger Vizepräsident
- Maschat, Josef (1874–1943), österreichischer Beamter und Manager
- Maschat, Mahdi al (* 1986), jemenitischer Politiker der Huthi
- Maschat, Rania el- (* 1975), ägyptische Wirtschaftswissenschaftlerin und Politikerin
- Masche, Friedrich (1899–1982), deutscher Maler und Zeichner
- Masche, Helmut (1894–1944), deutscher Kommunist und Widerstandskämpfer gegen den Nationalsozialismus
- Masche, Jacquelyn, Schauspielerin
- Mascheck, Franziska (* 1979), deutsche Politikerin (SPD)
- Mascheck, Hans-Joachim (1924–2022), deutscher Aerodynamiker und Hochschullehrer
- Mascheck, Stefan (* 1990), deutscher Schauspieler
- Maschek, Dominik (* 1981), österreichischer Klassischer Archäologe
- Maschek, Ernst (1812–1879), Geiger, Dirigent und Komponist
- Maschek, Heinrich (1832–1916), österreichischer Geistlicher und Lehrer
- Maschek, Vinzenz, tschechischer Komponist, Kirchenmusiker und Chorleiter
- Mascher, Heinz-Wolfram (1927–1993), deutscher Jurist, Funktionär der Freien Deutschen Jugend und Abgeordneter der Volkskammer der DDR
- Mascher, Ulrike (* 1938), deutsche Politikerin (SPD), MdB
- Mascher, Wolfgang (1947–1989), deutscher Schauspieler und Synchronsprecher
- Maschera, Florentio, italienischer Organist und Komponist der Spätrenaissance
- Mascherano, Javier (* 1984), argentinisch-italienischer FußballspielerJavier Mascherano (* 1984)

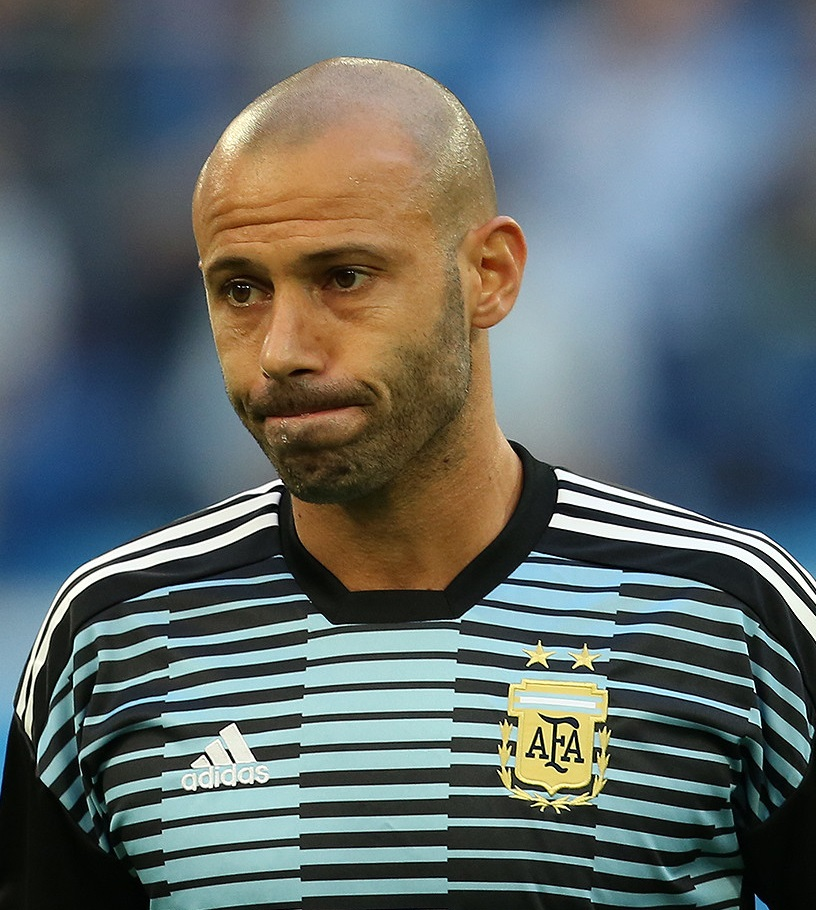
Javier Mascherano (* 1984)

- Mascherini, Marcello (1906–1983), italienischer Bildhauer
- Mascheroni, Angelo (* 1929), italienischer Geistlicher, emeritierter Weihbischof in Mailand
- Mascheroni, Carlo (* 1940), italienischer Fahrsportler
- Mascheroni, Edoardo (1852–1941), italienischer Dirigent und Komponist
- Mascheroni, Ernesto (1907–1984), uruguayischer Fußballspieler
- Mascheroni, Lorenzo (1750–1800), italienischer MathematikerLorenzo Mascheroni (1750–1800)

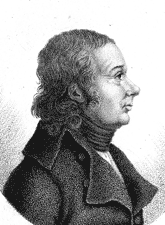
Lorenzo Mascheroni (1750–1800)

- Mascherow, Pjotr Mironowitsch (1918–1980), weißrussischer Politiker, Vorsitzender des Zentralkomitees der Kommunistischen Partei der Weißrussischen SSR
- Maschewski, Serge (* 1975), russlanddeutscher lutherischer Theologe und Bischof der Deutschen Evangelisch-Lutherischen Kirche der Ukraine
- Maschewsky, Werner (* 1944), deutscher Sozial- und Gesundheitswissenschaftler
- Maschewsky-Schneider, Ulrike (* 1947), deutsche Sozial- und Gesundheitswissenschaftlerin
- Maschhadi, Ahmad († 1578), iranischer Kalligraf
- Maschhadi, Soltan Ali (1435–1520), persischer Kalligraf und Kalligrafielehrer
- Maschina, Natalja Wiktorowna (* 1997), russische Fußballspielerin
- Maschino, Maurice (1931–2021), französischer Journalist und Autor
- Maschinot, André (1903–1963), französischer Fußballspieler
- Maschio, Humberto (1933–2024), argentinischer Fußballspieler
- Maschio, Robert (* 1966), US-amerikanischer Stand-up-Komiker und Schauspieler
- Maschīsch, ʿAbd as-Salām ibn (1140–1227), Sufi-Marabout
- Maschka, Josef von (1820–1899), böhmischer Rechtsmediziner
- Maschka, Michael (* 1962), deutscher Kunstmaler, Bildhauer, Grafiker und Designer
- Maschke, Arturo (1902–2001), chilenischer Politiker und Ökonom
- Maschke, Erich (1900–1982), deutscher Historiker, Hochschullehrer und Professor für Geschichte
- Maschke, Ernst (1867–1940), deutscher Organist, Komponist und Musikpädagoge
- Maschke, Franz Alexander (1844–1923), deutscher Politiker, MdL (Königreich Sachsen)
- Maschke, Günter (1943–2022), deutscher Publizist und HerausgeberGünter Maschke (1943–2022)

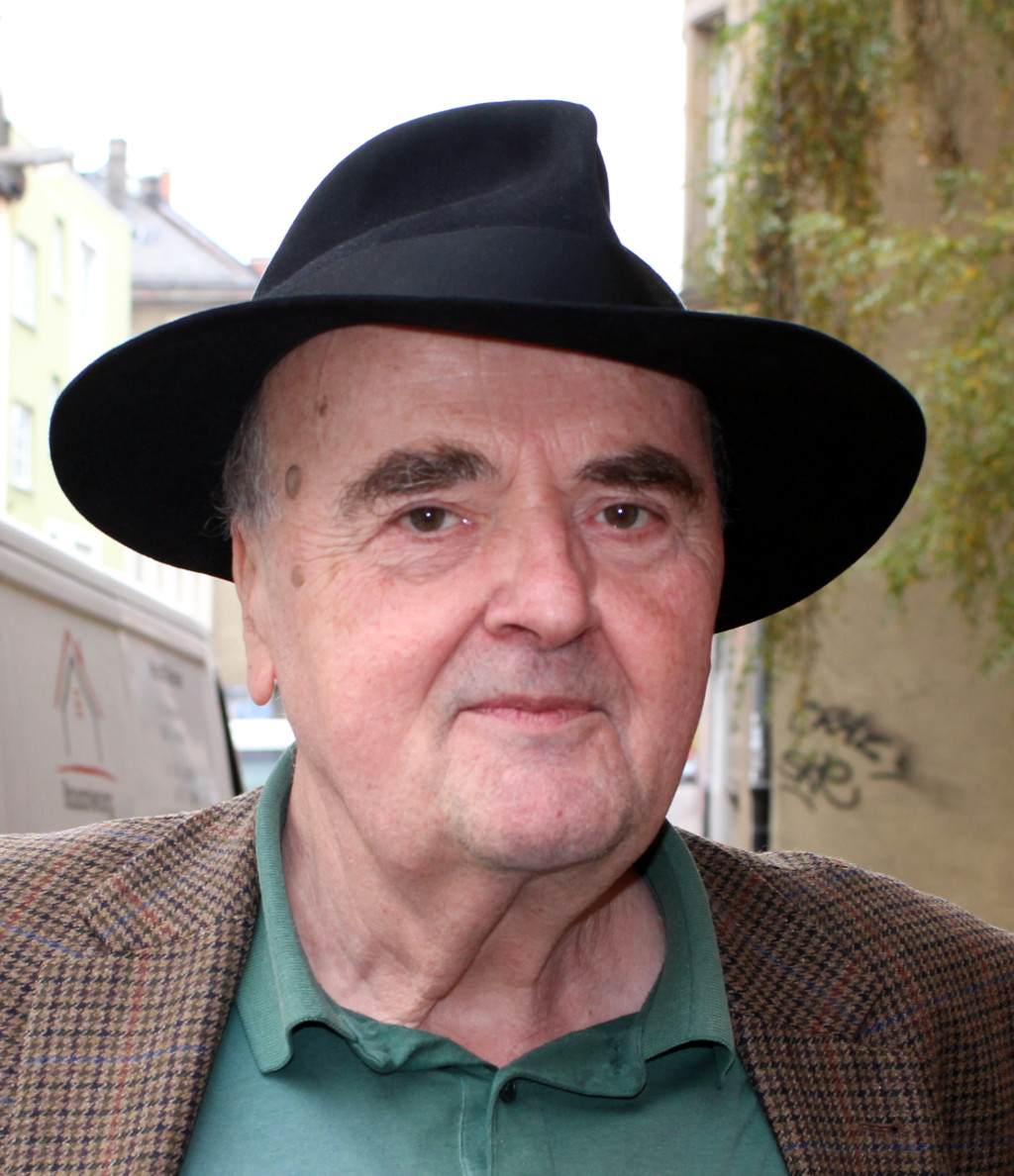
Günter Maschke (1943–2022)

- Maschke, Heinrich (1853–1908), deutscher Mathematiker
- Maschke, Herbert (1915–2005), deutscher Fotograf
- Maschke, Herbert (1930–2000), deutscher Fußballspieler
- Maschke, Hermann (1906–1981), deutscher Kommunist, Spanienkämpfer, Mitarbeiter der Deutschen Volkspolizei
- Maschke, Johann Christoph Wilhelm (1784–1863), preußischer Generalmajor
- Maschke, Max (1869–1952), deutscher Augenarzt und Filmproduzent
- Maschke, Robert (* 1979), deutscher Fotograf
- Maschke, Walter (1891–1980), deutscher Gewerkschafter, Widerstandskämpfer, KZ-Häftling und Politiker, MdV
- Maschke, Wilhelm (1894–1958), deutscher Politiker (SPD), MdL
- Maschkin, Nikolai Alexandrowitsch (1900–1950), sowjetischer Althistoriker
- Maschkin, Oleh (* 1979), ukrainischer Amateurboxer
- Maschkow, Ilja Iwanowitsch (1881–1944), russischer Maler
- Maschkow, Iwan Pawlowitsch (1867–1945), russisch-sowjetischer Architekt und Hochschullehrer
- Maschkow, Wladimir Lwowitsch (* 1963), russischer SchauspielerWladimir Lwowitsch Maschkow (* 1963)

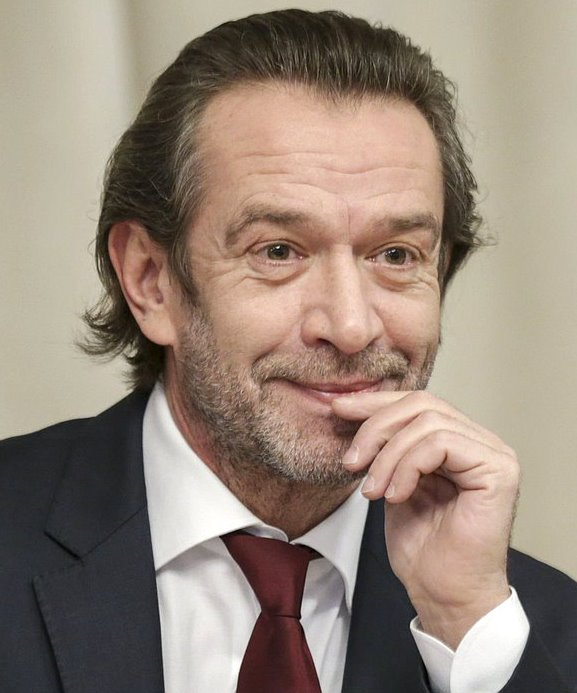
Wladimir Lwowitsch Maschkow (* 1963)

- Maschkowa, Tatjana (* 1988), kasachische Beachvolleyballspielerin
- Maschl, Jürgen (* 1975), österreichischer Politiker (SPÖ)
- Maschl, Philipp (* 1986), österreichischer Journalist, Sportmoderator und Sportkommentator beim ORF
- Maschler, Horst (* 1933), deutscher Politiker (SPD), MdL
- Maschler, Kurt (1898–1986), britischer Verleger
- Maschler, Martin (1895–1994), deutscher Verleger
- Maschmann, Edgar (1920–1999), deutscher Schauspieler und Hörspielsprecher
- Maschmann, Ingeborg (1921–2023), deutsche Schulpädagogin
- Maschmann, Margarete (1886–1978), deutsche Opernsängerin (Sopran)
- Maschmann, Melita (1918–2010), deutsche Schriftstellerin
- Maschmeyer, Brock (* 1992), kanadisch-deutscher Eishockeyspieler
- Maschmeyer, Bronson (* 1991), kanadisch-deutscher Eishockeyspieler
- Maschmeyer, Carsten (* 1959), deutscher FinanzunternehmerCarsten Maschmeyer (* 1959)

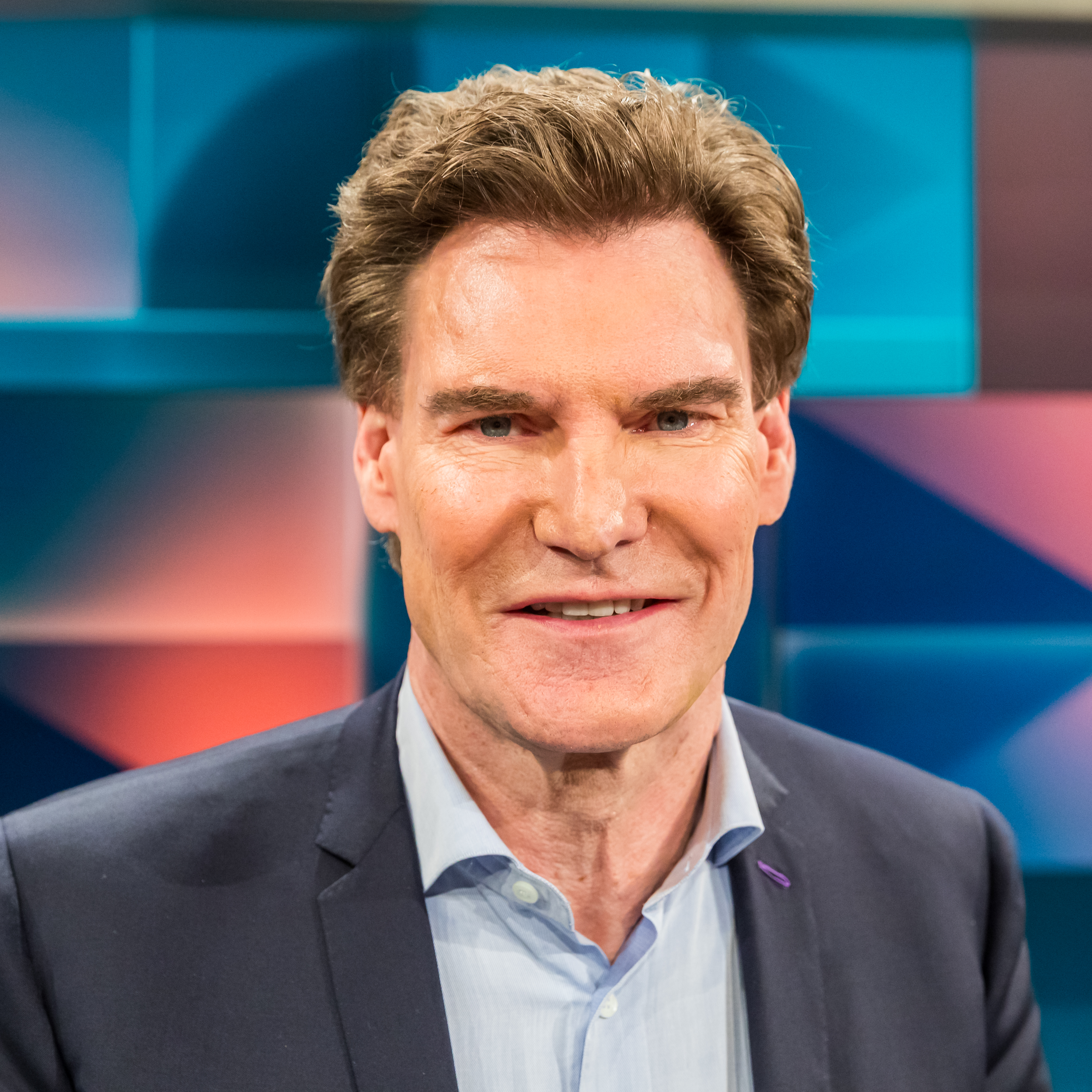
Carsten Maschmeyer (* 1959)

- Maschmeyer, Emerance (* 1994), kanadische Eishockeytorhüterin
- Mascho, Friedrich Wilhelm († 1784), deutscher Theologe und Lehrer
- Maschtakow, Nikita (* 1999), ukrainischer Tennisspieler
- Maschtoz († 898), Katholikos der Kirche der Armenier
- Maschtoz, Mesrop († 440), armenischer Heiliger und Entwickler des Armenischen Alphabets
- Maschtschenko, Ruslan Michailowitsch (* 1971), russischer Hürdenläufer und Sprinter
- Maschurenko, Ruslan (* 1971), ukrainischer Judoka
- Maschwitz, Eric (1901–1969), britischer Entertainer, Textdichter, Autor und Fernsehproduzent
- Maschwitz, Georg Eduard (1838–1909), deutsch-argentinischer Bank-Manager
- Maschwitz, Rüdiger (* 1952), deutscher evangelischer Geistlicher und Pädagoge
- Maschwitz, Ulrich (1937–2018), deutscher Biologe (Entomologe und Ökologe)

### Masci
- Mascia, Jeremy (* 1980), US-amerikanischer Filmschauspieler, Filmeditor und Filmschaffender
- Mascia, Juan Cruz (* 1994), uruguayischer Fußballspieler
- Masciadri, Virgilio (1963–2014), Schweizer Lyriker und Prosa-Autor
- Mascianus, Marcus, Name des Besitzers eines antiken Silbergefäßes
- Masciarelli, Francesco (* 1986), italienischer Radrennfahrer
- Masciarelli, Palmiro (* 1953), italienischer Radrennfahrer
- Masciarelli, Roberto (* 1962), argentinischer Fußballspieler
- Masciarelli, Simone (* 1980), italienischer Radrennfahrer
- Masciari, Eugenio (* 1949), italienischer Schauspieler und Filmregisseur
- Maščinskas, Rolandas (* 1992), litauischer Ruderer
- Masciocchi, Silvia, italienische experimentelle Kern- und Teilchenphysikerin und Hochschullehrerin
- Mascioletti, Massimo (* 1958), italienischer Rugbyspieler
- Mascioni, Grytzko (1936–2003), Schweizer Schriftsteller und Journalist
- Masciotta, Aldo (1909–1996), italienischer Säbelfechter
- Mascis, J (* 1965), US-amerikanischer MusikerJ Mascis (* 1965)

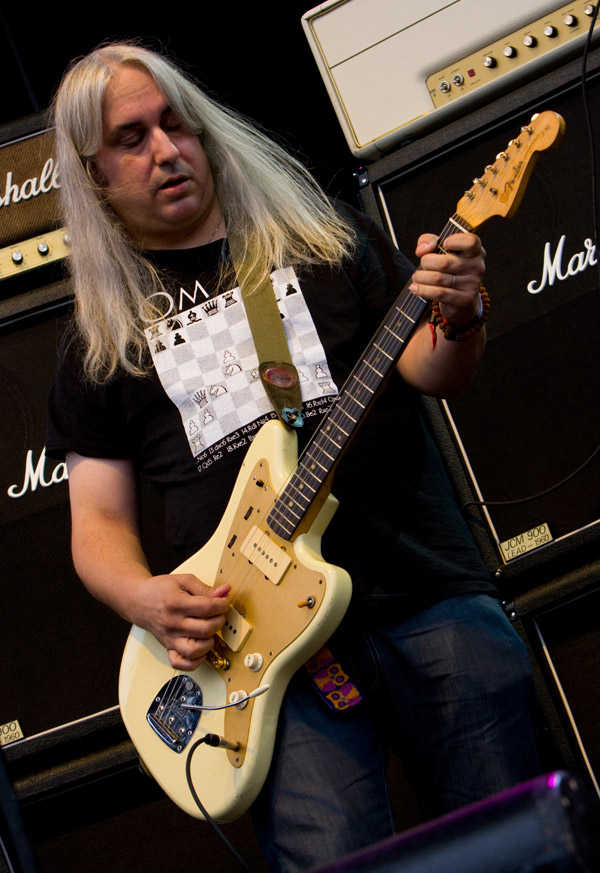
J Mascis (* 1965)

- Mascitti, Michele († 1760), italienischer Violinist und Komponist des Barock
- Mascitto, Cynthia (* 1992), italienische Shorttrackerin
- Masciullo, Louisa (* 1998), deutsche Reality-TV-Darstellerin, Moderatorin und Influencerin

### Mascl
- Masclaux, René (* 1945), französischer Fußballspieler
- Mascle, Frédéric (1853–1917), französischer Politiker und Beamter
- Masclinius Maternus († 352), Decurio im römischen Köln

### Masco
- Mascoll, Joel (* 1974), vincentischer Leichtathlet
- Mascoll-Gomes, Noah (* 1999), antiguanischer Schwimmer
- Mascolo, Benjamin (* 1993), italienischer Popsänger und Schauspieler
- Mascolo, Dionys (1916–1997), französischer Verlagslektor und Schriftsteller
- Mascolo, Georg (* 1964), deutsch-italienischer Journalist und ehemaliger Chefredakteur des SpiegelGeorg Mascolo (* 1964)

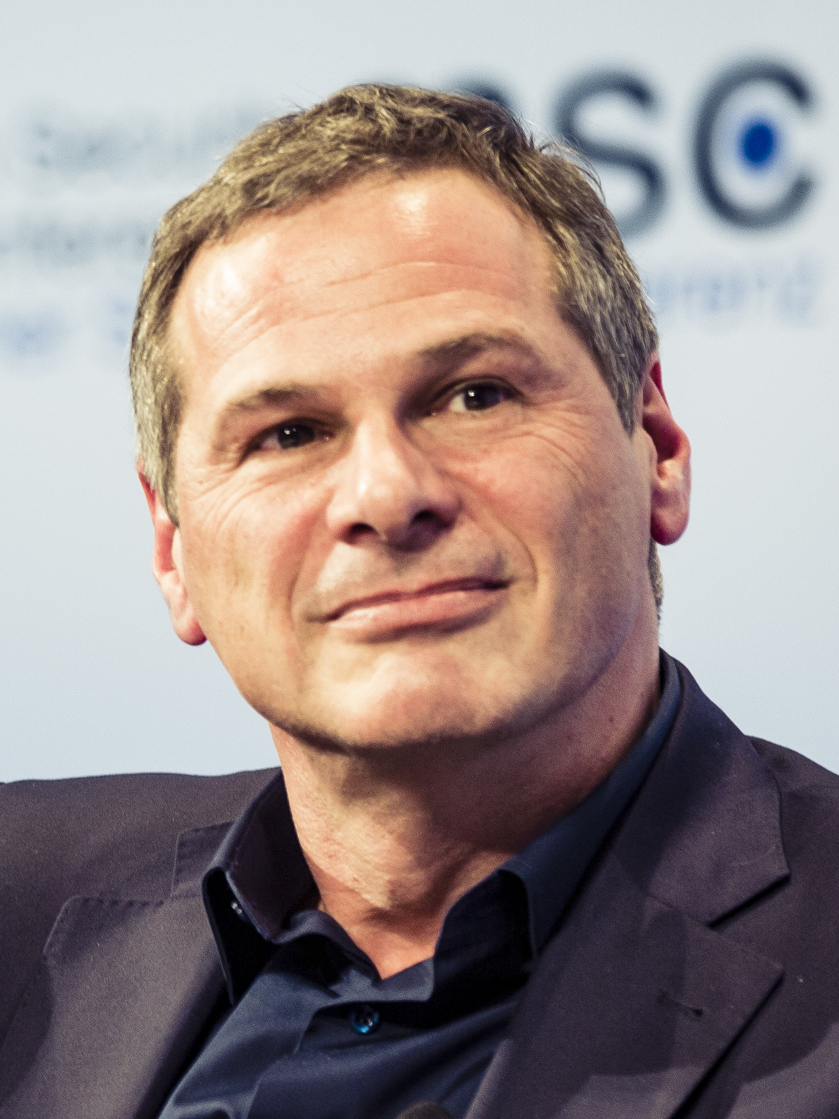
Georg Mascolo (* 1964)

- Mascolo, Gianni (1940–2016), italienischer Sänger
- Mascolo, Giovanni Battista (1583–1656), Jesuit
- Mascolo, Joseph (1929–2016), US-amerikanischer Schauspieler
- Mascop, Gottfried, deutscher Kartograf
- Mascord, Brian (* 1959), australischer Geistlicher, römisch-katholischer Bischof von Wollongong
- Mascott, Laurence E. (1921–2000), US-amerikanischer Filmproduzent, Filmregisseur und Drehbuchautor
- Mascov, Gottfried (1698–1760), deutscher Rechtswissenschaftler
- Mascov, Johann Jacob (1689–1761), sächsischer Jurist
- Mascow, Georg von (1584–1638), deutscher Theologe, Hochschullehrer in Greifswald
- Mascow, Petrus von (1634–1719), deutscher Rechtswissenschaftler